# Stylogomphus malayanus
Stylogomphus malayanus är en trollsländeart som beskrevs av Sasamoto 2001. Stylogomphus malayanus ingår i släktet Stylogomphus och familjen flodtrollsländor. Inga underarter finns listade i Catalogue of Life.